# (295) Theresia
(295) Theresia es un asteroide perteneciente al cinturón de asteroides descubierto el 17 de agosto de 1890 por Johann Palisa desde el observatorio de Viena, Austria.
Se desconoce la razón del nombre.